# Fayette megye (Pennsylvania)
Fayette megye az Amerikai Egyesült Államokban, azon belül Pennsylvania államban található. Megyeszékhelye és legnagyobb városa Uniontown. Lakosainak száma 128 804 fő (2020. április 1.). Fayette megye Westmoreland, Somerset, Garrett, Preston, Monongalia, Greene és Washington megyékkel határos.

## Népesség
A megye népességének változása:
| Lakosok száma | 136 482 | 136 128 | 135 668 | 134 999 | 133 628 | 128 804 |
|               | 2010    | 2011    | 2012    | 2013    | 2015    | 2020    |